# Jean McNeil
Jean McNeil (1968) es una escritora de ficción y viajes y profesora canadiense ganadora del Gran Premio del Festival de Cine y Libros de Montaña de Banff y autora del mejor libro de naturaleza de 2018 según The Guardian.

## Trayectoria
Jean McNeil nació en 1968 y creció en la isla de Cabo Bretón, en Nueva Escocia y posteriormente trasladó su residencia a Londres, Inglaterra.
Es autora de varios libros y ha realizado residencias con el British Antarctic Survey, en las Islas Malvinas, en Svalbard y en Groenlandia, además de haber sido escritora residente en varias expediciones oceanográficas en barco.
En 2016, su libro Ice Diaries: an An Antarctic Memoir fue reconocido con el Gran Premio del Festival de Cine y Libros de Montaña de Banff, y en 2018 el periódico británico The Guardian lo nombró el mejor libro de naturaleza del año. Ese mismo año, consiguió entrar en la lista larga del Premio de No Ficción de la CBC con su relato The Kusi.
Es profesora de escritura creativa y co-convocante del Máster en Escritura Creativa (ficción en prosa) de la Universidad de East Anglia.

## Premios y reconocimiento
- Ganador, Aventura y Premio Magníficos categoría de Viaje en el Banff Premios de Libro de Festival de cine de Montaña Competición de Libro para Diarios de Hielo: un antártico Memoir, 2016.
- Nominado para un Premio de Revista Nacional canadiense para 'Diarios de Hielo: Un Cambio de Clima Memoir,' (extracto de libro en progreso) 2013.
- Otorgado una Subvención de Consejo del Canadá para las Artes, 2013.
- Finalista, Prisma premio Internacional para creativo no-ficción, para 'La Costa de Esqueleto', Vancouver, Canadá, 2013.
- Nominado para el 2013 Pushcart Premio, EE. UU. para 'Diarios de Hielo', publicó 2012.
- Ganador, Prisma premio Internacional para creativo no-ficción, para 'Diarios de Hielo: Un Cambio de Clima Memoir', Vancouver, Canadá, 2012.
- Shortlisted Para la BBC/AHRC esquema de Pensadores de Generación Nuevo, 2012.
- Ganador, Walkopedia viaja escribir premio, 2011.
- Shortlisted, Metcalfe-Rooke premio para un manuscrito novel inédito, para Disparar sobre la Montaña, 2011.
- Otorgado Artes de Encuesta antárticas/británicas Inglaterra de Consejo Camaradería Internacional a Antártida, 2005
- Nominado, El premio de General de gobernador para ficción de lengua inglesa, Canadá, 2003
- Premio de Consejo de Canadá otorgado para las Artes, 2002.
- Tablero de Artes de Londres otorgado Premio para las Artes, 1997.
- Shortlisted, Premio de Viaje para ficción corta (Canadá), 1997.
- Ganador, Prisma competición de cuento Internacional, 1997.

## Lectura adicional
- Mary Conde: Old Europe and New World: A reading of Catherine Bush's "The Rules of Engagement" and Jean McNeil's "Private View," in Narratives of crisis – crisis of narrative, Martin Kuester, ed., with Françoise LeJeune, Anca-Raluca Radu, Charlotte Sturgess. Wißner, Augsburg 2012 ISBN 9783896398499 (Studies in anglophone literatures and cultures, 3) pp. 67 – 76